# Starý Mateřov
Starý Mateřov là một làng thuộc huyện Pardubice, vùng Pardubický, Cộng hòa Séc.